# Marek Mrozowski
Marek Mrozowski (ur. 19 września 1954 w Czeladzi) – polski samorządowiec i inżynier, od 2002 do 2010 burmistrz Czeladzi.

## Życiorys
Absolwent Śląskich Technicznych Zakładów Naukowych w Katowicach. W 1980 ukończył studia na Wydziale Inżynierii Sanitarnej Politechniki Śląskiej. Od 1974 należał do Stronnictwa Demokratycznego, działał też w Socjalistycznym Zrzeszeniu Studentów Polskich (m.in. jako sekretarz rady uczelnianej). Później (do stycznia 1982) był członkiem PZPR.
Pracował na Politechnice Śląskiej w Gliwicach, następnie jako mistrz robót instalacyjnych, a w latach 90. w prywatnych firmach. W okresie 1994–1998 pełnił funkcję zastępcy burmistrza Czeladzi ds. komunalnych. Był w tym okresie członkiem Unii Pracy. W 2001 bez powodzenia kandydował do Senatu z ramienia PSL. Później należał do Platformy Obywatelskiej.
W bezpośrednich wyborach samorządowych w 2002 i ponownie w 2006 był wybierany na urząd burmistrza Czeladzi. W 2010 nie uzyskał reelekcji. Został natomiast radnym powiatu będzińskiego.
Od 2011 do 2013 pełnił obowiązki dyrektora Miejskiego Zarządu Budynków Mieszkalnych w Świętochłowicach. W 2013 objął funkcję zastępcy burmistrza Wojkowic, którą sprawował do 2014. W 2014 utrzymał mandat radnego powiatu, ponownie bez powodzenia ubiegał się wówczas o urząd burmistrza. Kandydował na to stanowisko także w 2018, nie został wówczas wybrany do rady miejskiej. Bezskutecznie startował z ramienia Trzeciej Drogi w 2023 do Sejmu i w 2024 do Sejmiku Województwa Śląskiego.
W 2010 został odznaczony Brązową Odznaką „Zasłużony dla Ochrony Przeciwpożarowej”.